# بييرا فونديلي قاتيسكي
بييرا فونديلي قاتيسكي (22 أغسطس، 1902- 7 سبتمبر، 1985) عضو في الحزب الوطني الفاشي، شاركت في المسيرة الشهيرة لروما عام 1922 التي قادت بينيتوموسوليني رئيس الحزب الفاشي إلى كرسي الحكم.

## حياتها
ولِدت بيرا فونديلي قاتيسكي في محافظة بوبي في مدينة توسكانا، روما. تُوفي والدها قبل ولادتها، حيثُ إنتقلت للعيش في روما مع والدتها قبل الحرب العالمية الأولى عام 1914، وفي سن التاسعة عشر التحقت بالحركة الفاشية الحربية بإيطاليا في 23 مارس 1921 برفقة صديقتها إينس دوناتي، التي تخرجت من أكاديمية روما للفنون الجميلة. شاركت فونديلي ذات الواحد والعشرين عاماً في مؤتمر الحزب الوطني الفاشي المُقام في نابولي في 28 أكتوبر 1922، حيثُ كانت قائدة لموكب يتكون من 20 سيدة يحملن راية الحزب الذي كان في مقدمة المسيرة الجماهيرية إلى روما. قبل تدرج فونديلي في وظائف الحزب عملت في المنظمة الوطنية للأمومة ورعاية الأطفال التابعة لمنظمة الصليب الأحمر الإيطالية، ولكنها إنتقلت للعيش في أفريقيا بعد زواجها من الكونت ماريو قاتيشكي الذي كان يعمل مهندساً في المستعمرة الإيطالية في أفريقيا، في مدينة عصب بأديس أبابا سابقاً. تم تعيينها من قِبل موسليني أمين الجناح النسائي للحزب الفاشي وبعد ذلك مفتش عام فور عودتها لإيطاليا بعد ثلاث سنوات في أفريقيا، حيثُ كان الجناح يضم ما لايقل عن 150.000 عضو.
عاد زوج فونديلي إلى أفريقيا كمقاتل في صفوف دول المحور ضد الحلفاء أثناء الحرب العالمية الثانية حيثُ سقط سجيناً في قبضة بريطانيا في كينيا، وبعد هزيمة القوات الإيطالية في شمال أفريقيا وغزو دول الحلفاء لصقلية تم اعتقال موسوليني وبناءً على هذا سقطت الفاشية في 25 يوليو 1943، لجأت فونديلي لدى عائلة زوجها في مدينة كاسينتينو بإيطاليا خوفاً من الإعدامات التي طاردت رؤوس الحزب الفاشي، وعلى إثر وصول أخبار إطلاق سراح موسليني الذي لم يُضع وقتا، أنشأ الجمهورية الإيطالية الاشتراكية في شمال إيطاليا التي كانت محركة بالكامل من قِبل ألمانيا، إنتقلت فونديلي للعيش بمدينة بريشيا في شمال إيطاليا التي بدورها بدأت بالعمل مع اليساندرو بافوليني سكرتير الحزب الفاشي.
رأت فونديلي وبعض أعضاء الحزب أن النساء قادرات على شغل مهام أكثر ومساعدة نُظرائهم الرجال بصورة أكبر في الدفاع عن بلادهم حتى وإن كان ذلك خلف ساحات المعارك، حيث قامت بإرسال برقية لموسوليني شخصياً في عام 1943 تطلب منه تخصيص مهام جليلة للنساء الراغبات في التطوع، حيث صادق هذه الفكرة كلاُ من اليساندرو بافوليني سكرتير الحزب و رودولفو جراتسياني الذي يعد أحد أشهر الشخصيات العسكرية في الجيش الإيطالي أثناء الحرب العالمية الثانية. تم تعيين بييرا فونديلي كقائد لفصيلة الاحتياطي النسائي في جمهورية إيطاليا الاشتراكية عام 1944، حيثُ كانت تتكون الفيصلة من متطوعات كُنّ ينتمين للحزب الوطني الفاشي وكانت وظيفتهن رعاية المرضى في المستشفيات العسكرية، والعمل بمكاتب الحزب في أدوار مختلفة بالإضافة إلى توفير الوجبات والمشروبات للقوات العسكرية. على مدى العام 6.000 متطوعة خطعت للتدريب في مدينتي فينيسيا و كومو قبل مباشرة العمل في الفصيلة، ولكن تم حل الفصيلة وتدمير جميع الوثائق المرتبطة بعملها في 25 أبريل 1945 لحماية الأعضاء.